# Juan de Ortega
Juan de Ortega va ser un matemàtic castellà, membre dels dominics.

## Vida
No es coneix res de la seva vida, a part que era nascut a Palència i que era frare dominic; ambdues coses les diu ell en el seu llibre. Julio Rey Pastor, que el va estudiar, afirma que va donar classes particulars d'aritmètica per Espanya i Itàlia i que, com a frare dominic, estava adscrit a la província d'Aragó.

## Obra

Tratado subtilissimo de aritmetica y de geometria, 1515

Va publicar el 1512, a Lyon o, potser a Barcelona, un tractat pràctic de matemàtiques amb el títol de Composición de la arte de la aritmética y juntamente de geometria. Aquest tractat va tenir força èxit i es va traduir quasi immediatament al francès (1515) i a l'italià (1515 i 1522), mentre se'n van fer altres edicions a Sevilla (1534, 1537 i 1542) amb el títol de Tratado subtilissimo d'aritmetica i de geometria.
El peu d'impremta de la primera edició de 1512 no permet saber el lloc d'edició, ja que diu: Imprimido a leon en casa de maestro Nicolau de Benedictis: por Joannes trinxer librero de barcelona. Anno del nostro señor Jesús, a 30 dias del mes de deziembre de 1512. Per això alguns autors diuen que va ser imprés a Lyon, mentre d'altres diuen que ho fou a Barcelona.. Fins i tot hi ha estudiosos que el fan editat a León.
El llibre és una aritmètica pràctica per a l'ús dels comerciants, però conté una originalitat d'origen controvertit: En el darrer capítol (sobre geometria) necessita les arrels quadrades d'una quinzena de números i en dona una aproximació racional molt exacta; tots aquest números satisfan l'equació de Pell, però, a part dels grecs i dels indis, cap matemàtic europeu s'havia interessat per aquesta equació abans de Fermat en el segle xvii. Per tant, com que Juan de Ortega no explica com ha calculat aquestes aproximacions, resta la incògnita de saber com les va trobar. Alguns autors han suggerit que podria ser per influència de Nicolas Chuquet, però el manuscrit d'aquest no es va arribar a publicar, per tant això implicaria un coneixement directe del manuscrit. Per aquesta raó també, els va bé que el llibre fos editat a Lyon, lloc de residència de Chuquet.
A continuació es mostren alguns exemples de les aproximacions proporcionades per Ortega de les arrels quadrades d'uns quant números:
{\displaystyle {\sqrt {5+{\frac {1}{3}}}}\approx 2+{\frac {1}{6}}+{\frac {1}{7}}}, diferència de 0,1 mil·lèsimes
{\displaystyle {\sqrt {80}}\approx 8+{\frac {17}{18}}}, diferència de 0,1 mil·lèsimes
{\displaystyle {\sqrt {128}}\approx 11+{\frac {7}{23}}}, diferència de 9 mil·lèsimes
{\displaystyle {\sqrt {297}}\approx 17+{\frac {8}{35}}}, diferència de 5 mil·lèsimes
{\displaystyle {\sqrt {611}}\approx 24+{\frac {35}{49}}}, diferència de 4 mil·lèsimes